# إي. باتريك جونسون
إي. باتريك جونسون (بالإنجليزية: E. Patrick Johnson)‏ هو فنان أداء أمريكي، ولد في 1 مارس 1967.